# Dong Ujimqin Qi
Dong Ujimqin Qi (wschodnia chorągiew Ujimqin; chiń. 东珠穆沁旗; pinyin: Dōng Wūzhūmùqìn Qí) – chorągiew w północnych Chinach, w regionie autonomicznym Mongolia Wewnętrzna, w związku Xilin Gol. W 1999 roku liczyła 63 672 mieszkańców.